# Joseph Darnand
Joseph Darnand (19 de março de 1897 - 10 de outubro de 1945) foi um soldado francês e mais tarde um líder dos franceses colaboradores de Vichy com a Alemanha nazista. Darnand nasceu em Coligny, Ain, Ródano-Alpes. Ele lutou na Primeira Guerra Mundial e recebeu sete citações por bravura. Após a guerra, trabalhou como marceneiro e mais tarde fundou a sua própria empresa de transporte, em Nice. Politicamente, apoiava organizações de extrema-direita, como o grupo Orleanista Action Française.
Durante o começo da segunda guerra mundial, serviu na Linha Maginot e recebeu uma comenda por bravura. Capturado em junho de 1940, ele conseguiu fugir para a cidade de Nice. Darnand passou então a servir a Légion Francaise des combattants (Legião de Veteranos), leal ao governo fantoche da França de Vichy. Ele recrutava seus combatentes com o pressuposto de lutar contra os bolcheviques, mas eles principalmente participavam de operações contra a resistência francesa a ocupação alemã. Por várias vezes ele foi contactado pela resistência para se juntar a eles, mas Darnand se negou. Ao fim de 1943, resolveu se juntar à Waffen-SS nazista e fez um juramento de lealdade a Hitler. Expandiu a sua milícia de colaboradores franceses para 35 mil homens. Em junho de 1944, os Aliados invadiram a França e em setembro do mesmo ano fugiu para a Alemanha fixando-se em Sigmaringa. Em novembro recebeu a patente de major (Sturmbannführer).
Em abril de 1945, Darnand fugiu para o norte da Itália. Foi capturado pelos britânicos em 25 de junho de 1945 e levado de volta a França. Julgado por traição, foi condenado à morte e executado por pelotão de fuzilamento em 10 de outubro de 1945 no Fort de Châtillon, em Paris.